# Stirling City (California)
Stirling City es un lugar designado por el censo ubicado en el condado de Butte en el estado estadounidense de California. En el año 2010 tenía una población de 295 habitantes.

## Geografía
Stirling City se encuentra ubicado en las coordenadas 39°54′27.58″N 121°31′40.9″O / 39.9076611, -121.528028.